# 腹躯龙属
腹躯龙属（学名：Pleurosaurus）是一属已灭绝的海生爬行动物，属于喙头目下的演化支楔齿蜥类，是现代楔齿蜥的已灭绝近亲，化石在德国巴伐利亚州的索伦霍芬石灰岩地层和法国的Canjuers被发现，该属包含高氏腹躯龙（P. goldfussi）和金氏腹躯龙（P. ginsburgi）两个物种。

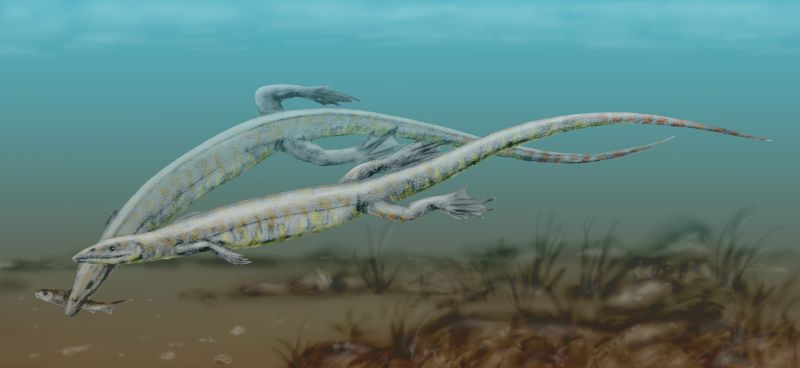
复原图

腹躯龙属是少数已知的水生楔齿蜥类之一。它们体长约1.5米（4.9英尺），体型细长，为流体动力学体型，肢体相对较短，尾巴强劲。它们通过类似蛇的方式使其纤细的身体起伏，从而可以快速游动。它们的四肢较小，可能不能帮助其游泳，鼻孔位于靠近眼睛的位置。